# Богацкая, Сильвия
Сильвия Катажина Богацкая  (пол. Sylwia Katarzyna Bogacka; 3 октября 1981, Еленя-Гура) — польский стрелок, серебряный призёр Олимпийских игр 2012 в Лондоне. Принимала участие в Олимпийских играх 2004 года. Четыре года спустя на играх в Пекине заняла восьмое место. В повседневной жизни работает солдатом в звании младшого сержанта.